# Hipólito da Costa
Hipólito da Costa (Colonia del Sacramento, 1774. augusztus 13. – London, 1823. szeptember 11.) amerikai-brazil nyelvész, újságíró, diplomata és író, „a brazil sajtó apja”. Élt az Amerikai Egyesült Államokban is, Angliában hunyt el.
A Brazil Szépirodalmi Akadémia 17. székének patrónusa.